# Anne E. Carpenter

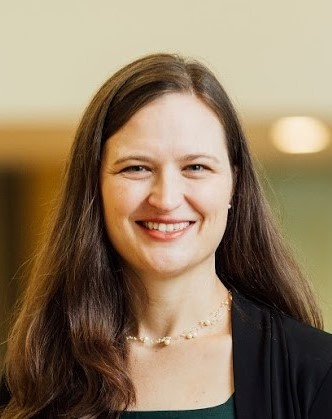
Anne E. Carpenter (2019)

Anne E. Carpenter (geb. am 8. August 1976 in Kalamazoo (Michigan)) ist eine US-amerikanische Wissenschaftlerin, die sich mit der Analyse zytologischer Präparate und dem Einsatz künstlicher Intelligenz bei der Entwicklung neuer Medikamente beschäftigt. Sie ist leitende Direktorin der Imaging Platform am Broad Institute, einem Forschungszentrum für Biomedizin und Genomik in Cambridge, Massachusetts, das gemeinsam vom MIT, der Harvard University und anderen Institutionen betrieben wird.

## Ausbildung
1997 schloss Anne E. Carpenter ihr Biologie-Studium an der Purdue University in West Lafayette (Indiana) als B.Sc. ab. Im Sommer 1996 hatte sie als Stipendiatin am Howard Hughes Medical Institute (HHMI) der University of Iowa im Labor von Robert E. Malone gearbeitet, wo sie sich mit Kontrollmechanismen bei der Rekombination des genetischen Materials von Hefen beschäftigte.
Nach ihrem Abschluss arbeitete sie einige Monate als Forschungsassistentin im Labor von Chris Q. Doe an der University of Illinois in der Metropolregion Urbana-Champaignüber Enhancer bei der Entwicklung des Nervensystems von Drosophila.
Anne Carpenter setzte ihre Forschung bei Andrew S. Belmont an der University of Illinois at Urbana-Champaign fort. Dort entwickelte sie Systeme zur automatisierten Bildanalyse bei der Fluoreszenz-Lichtmikroskopie, um mit geringem zeitlichen Aufwand die Effekte von Transcriptions-Aktivatoren auf große Chromatin-Abschnitte untersuchen zu können. Diese Arbeit legte die Grundlage für die Untersuchung von technisch veränderten Abschnitte am Genom, Genveränderungen im Zellkern nach Genaktivierung und für das hochfrequente Screening von Chromatin. Im Mai 2003 promovierte sie zur PhD in Zellbiologie.

## Karriere und Forschungsschwerpunkte
Von 2003 bis 2006 arbeitete Anne Carpenter auf einer Postdoc-Stelle im Labor von David M. Sabatini am Whitehead Institute for Biomedical Research, Cambridge MA. Unter dem Co-Mentoring von Polina Golland, Professorin am MIT Computer Science and Artificial Intelligence Laboratory, wandte sich Carpenter zunehmend einer rechnergestützten Forschung zu. Im Januar 2007 gründete Anne E. Carpenter als Direktorin der Imaging Platform ihr eigenes Labor am Broad Institute. Die ersten Zuschüsse der National Institutes of Health (NIH R01 grants) wurden ihr schon 2010 zugesprochen. Ihre Forschung fokussierte sich auf automatisierte Hochleistungs-Mikroskopie und Lebendzell-Microarrays zur Identifizierung von Genfunktionen. Carpenter und ihr Kollege Thouis Jones entwickelten das Programm CellProfiler als erste Open-Source-Software für eine Hochfrequenz-Bildanalyse von zytologischen Präparaten, es wurde 2006 veröffentlicht. Carpenter erfand zusammen mit Stuart Schreiber den Cell Painting assay, das heute für die bildbasierten Profilerstellung am häufigsten eingesetzte Verfahren. Ihre Software teilte die Gruppe mit Open-Source-Apps und -Büchereien, insbesondere dem Bildverarbeitungsprogramm ImageJ, dem Framework TensorFlow und den Programmbibliotheken scikit-image und scikit-learn. Die Carpenter-Gruppe nutzt diese Instrumente für die Entwicklung leistungsfähiger Datenerhebungs-Methoden für eine systematische Untersuchung, welche Proteine jeweils für die verschiedensten biologischen Prozesse erforderlich sind. So lassen sich interessante biologische Strukturen identifizieren, insbesondere schadhafte Genmuster, aus denen sich Therapieansätze für bestimmte Krankheiten ergeben können. Auch lassen sich damit Zellkulturen in 3D untersuchen und Zellwachstum in Zeitraffer-Videos darstellen.
2017 wurde Anne E. Carpenter als Institute Scientist in das Führungsgremium des Broad Institutes aufgenommen. Seit 2021 teilt sie mit Shantanu Singh die Leitung des Labors, das seither Carpenter Singh lab heißt.

## Ehrungen
- 2021 Ernennung zur Ehren-Fellow der Royal Microscopical Society[12]
- 2019 Nennung als 13 der führenden 100 KI-Persönlichkeiten in der Pharmaforschung und im Gesundheitswesen[13]
- 2019 Ernennung zur Fellow am Merkin Institute[14]
- 2018 Award für herausragende Jungabsolventen der University of Illinois[15]
- 2017 Wahl zur Fellow der Society for Laboratory Automation and Screening (SLAS)[16]
- 2014 Institute Next Generation Award des Broad[17]
- 2012 Auszeichnung mit CAREER grant der National Science Foundation| (NSF)[18]
- 2011 Ernennung zur Young Leader durch die French-American Foundation[19]
- 2008 Wahl zur Fellow der Massachusetts Academy of Sciences[20]
- 2008 Porträt in einem Public Broadcasting Service  (PBS) special, “Bold Visions: Women in Science & Technology”[21]
- 2007 Nennung als Rising Young Investigator im Genome Technology magazine[19]